# Nereis ethiopiae
Nereis ethiopiae är en ringmaskart som beskrevs av Francis Day 1957. Nereis ethiopiae ingår i släktet Nereis och familjen Nereididae. Inga underarter finns listade i Catalogue of Life.